# پل جرج واشینگتن

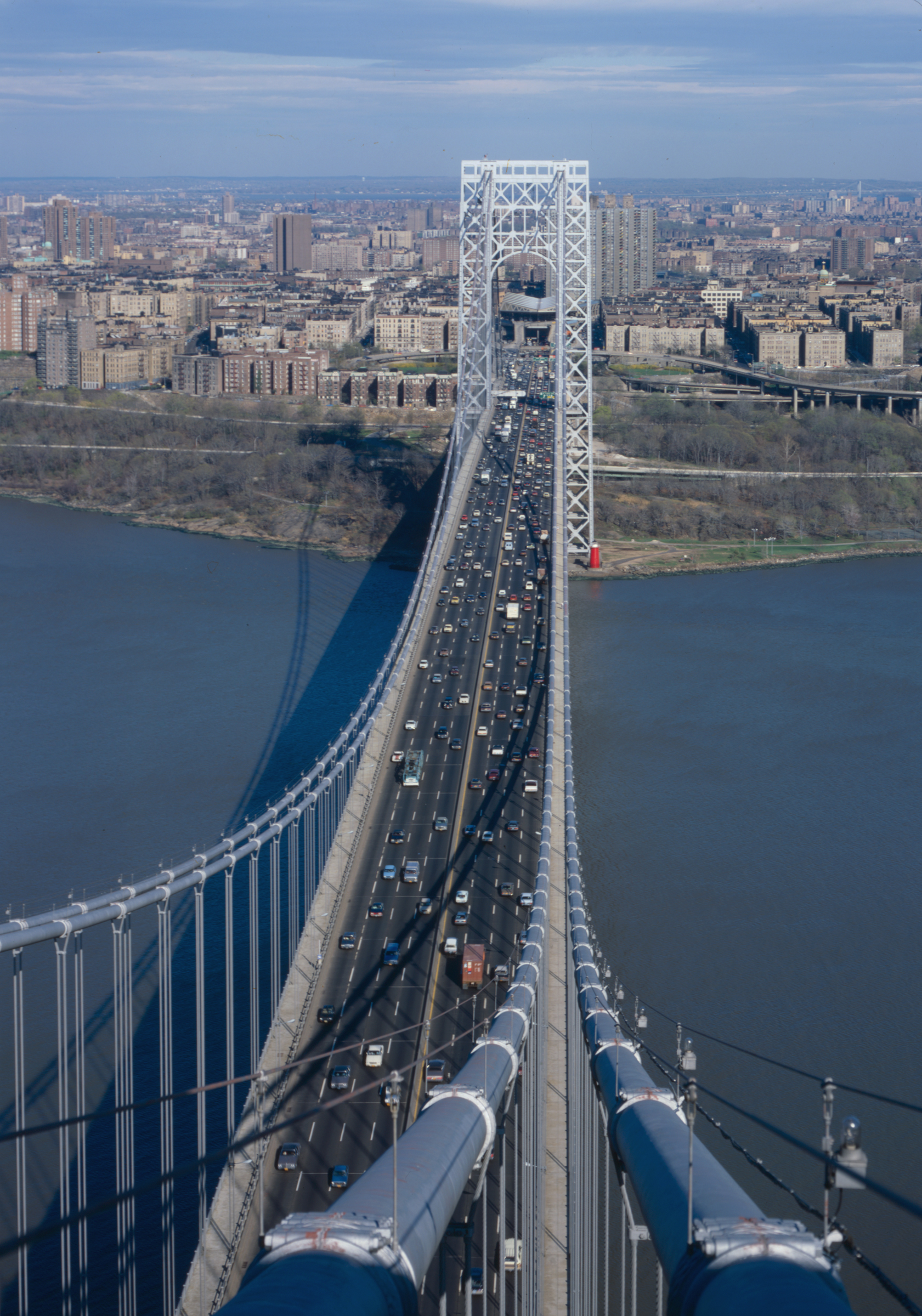
پل جرج واشینگتن

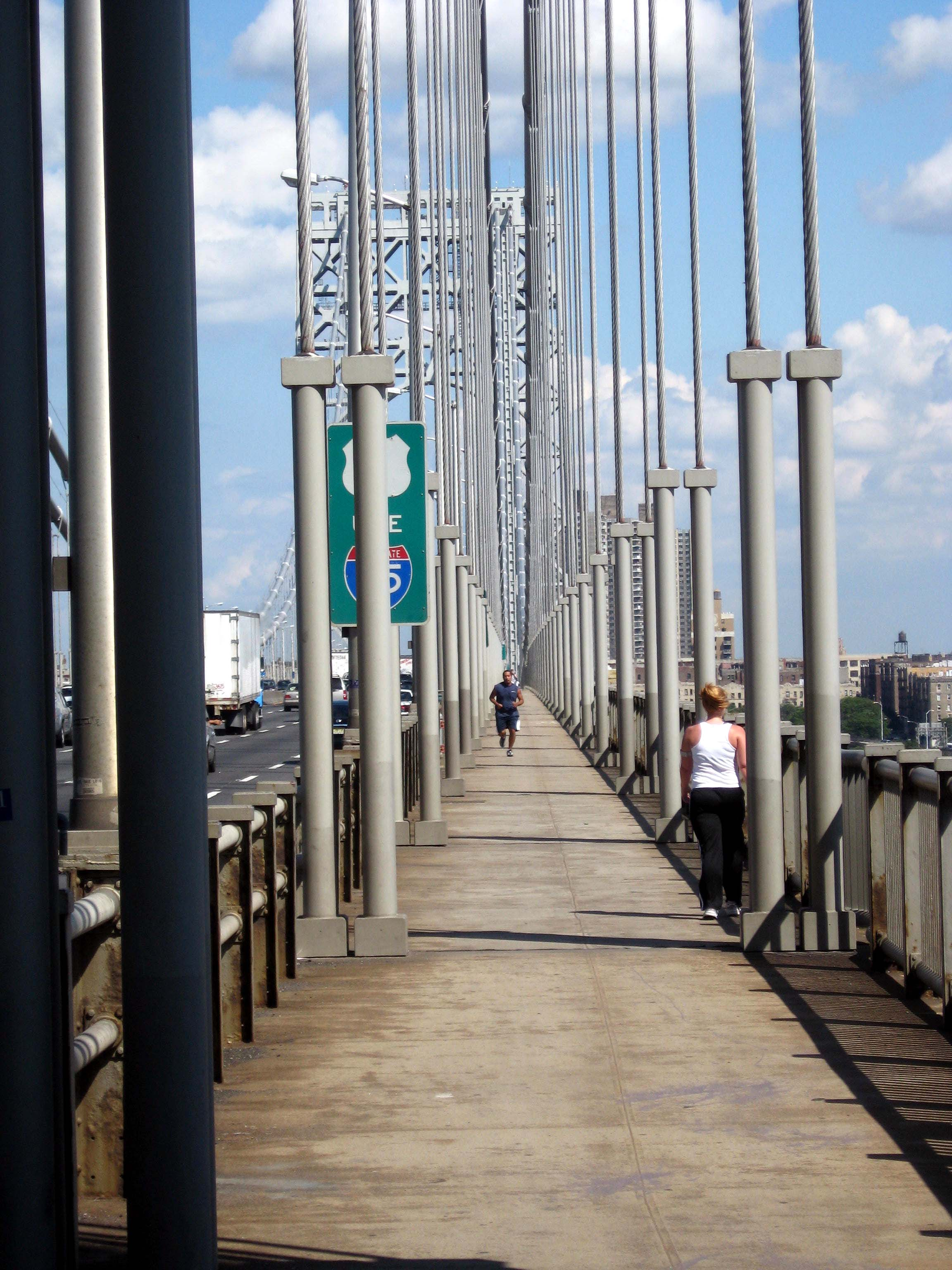
مسیر پیاده‌روی جنوبی پل

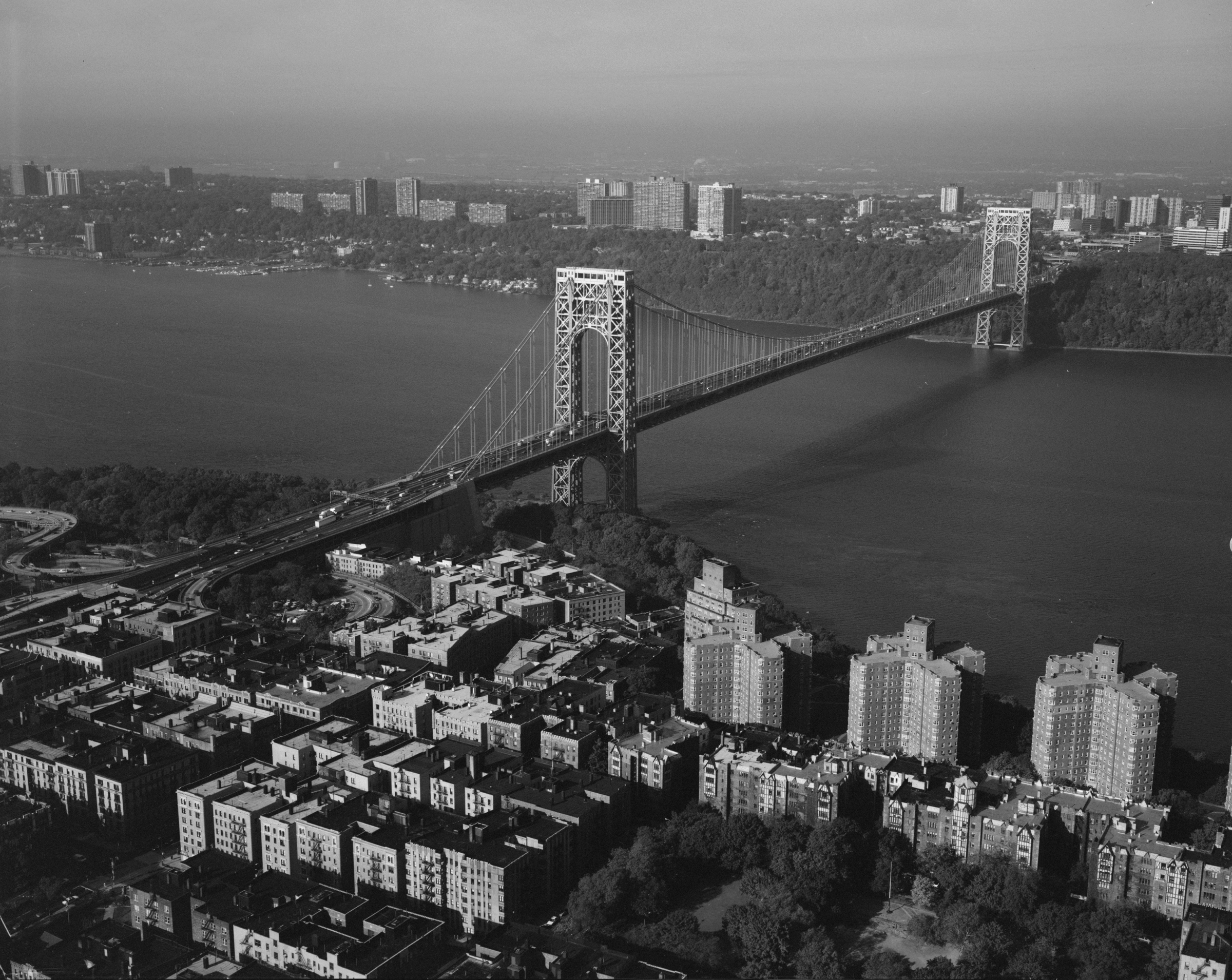

پل جرج واشینگتن (به انگلیسی: George Washington Bridge) نام یکی از پل‌های معلق و بزرگ ایالات متحدهٔ آمریکاست که بر روی رودخانه هادسن ساخته شده و منهتن در نیویورک را به فورت لی در نیوجرسی وصل می‌کند. کار ساخت این پل در اکتبر ۱۹۲۷ آغاز و در ۱۹۳۱ به پایان رسید. بزرگترین دهانه‌اش ۱۱۰۰ متر طول دارد و طول کلی آن ۱۴۵۰ متر می‌باشد. همچنین عرض این پل ۳۶ متر و ارتفاع آن ۱۸۴ متر است. پل جورج واشینگتن دو طبقه بوده و در طول آن یک جاده بر بالای جادهٔ دیگر قرار گرفته‌است. بخش فوقانی پل در ۲۴ اکتبر ۱۹۳۱ و بخش زیرین آن در ۲۹ اوت ۱۹۶۹ بازگشایی شد. طبقه فوقانی این پل دارای ۴ مسیر حرکت در هر جهت (درمجموع ۸ مسیر رفت و برگشت) و طبقه زیرین آن دارای ۳ مسیر حرکت در هر جهت (در مجموع ۶ مسیر رفت و برگشت) می‌باشد. در مجموع این پل ۱۴ مسیر جهت حرکت وسایل نقلیه دارد. محدودیت سرعت روی پل ۷۰ کیلومتر بر ساعت است و در صبح و غروب که اوج ترافیک است حرکت روی پل به کندی صورت می‌گیرد. در طبقه فوقانی در هر جهت یک مسیر برای حرکت عابر پیاده و دوچرخه در نظر گرفته شده‌است. تا سال ۲۰۰۷ این پل بیشترین ظرفیت حمل و نقل وسایل نقلیه را در دنیا داشت و سالانه به‌طور تقریبی ۱۰۶ میلیون وسیله نقلیه را جابجا می‌کرد.